# Xanthorhoe chimarrhoa
Xanthorhoe chimarrhoa är en fjärilsart som beskrevs av Guest 1887. Xanthorhoe chimarrhoa ingår i släktet Xanthorhoe och familjen mätare. Inga underarter finns listade i Catalogue of Life.